# CSアカウンティング
CSアカウンティング株式会社は東京都新宿区に本社を置く会計・人事業務に特化したアウトソーシング事業者

## 概要
会計・人事業務に特化したアウトソーシング事業者である。公認会計士、税理士、社会保険労務士等の資格者が在籍する辻・本郷税理士法人のグループ企業である。

## 沿革
- 1990年 - 設立
- 2004年 - 会計システムのASPサービス開始
- 2006年 -  ISO27001認証取得
- 2007年 - 社会保険労務士法人CSHRを設立
- 2011年 - 大阪支店開設
- 2012年 -  Leading Edge Alliance グループへ参加
- 2019年 - ISO27017認証取得

## 書籍
- 経理・財務お仕事マニュアル 入門編(税務経理協会、2007年)
- 中堅中小企業のための日本版SOX法活用術(東峰書房、2007年　共著)
- 改訂版 経理・財務スキル検定（FASS）テキスト＆問題集(日本能率協会マネジメントセンター、2010年)
- 4週間でマスターできる経理・財務基本テキスト(税務経理協会、2010年)
- 対話式で気がついたら決算書が作れるようになる本(税務経理協会、2011年)
- これならできる!経理実務 請求書・領収書編(税務経理協会、2012年)
- これならできる！経理実務　小切手・手形編(税務経理協会、2012年)
- 海外赴任者の労務―給与・社会保険・労働保険(税務経理協会、2012年)
- 外国人従業員の労務 ―給与・社会保険・労働保険―(税務経理協会、2013年)
- たった3つの公式で私でもわかる決算書(宝島社、2013年 監修)
- アウトソーシング時代の経理: 経理標準化のすすめ(税務経理協会、2013年)
- 2014 BPO(ビジネスプロセスアウトソーシング)市場の実態と展望(矢野経済研究所、2014年　共著)
- 正確な決算を早くラクに実現する経理の技30(税務経理強化、2016年）
- すらすら図解 減価償却のしくみ（中央経済社、2018年）

## キャラクター
- しのびちゃん
CSアカウンティング公認キャラクター
2014ゆるキャラグランプリ企業部門にて全国47位
http://www.yurugp.jp/vote/detail.php?id=00002336